# Кутна Хора (окръг)
Окръг Кутна Хора (на чешки: Okres Kutná Hora) се намира в Среднобохемския край на Чешката република. Площта му е 916,93 km2, а населението му – 74 495 души (2016 г.). Административен център е едноименният град Кутна Хора. В окръга има 88 населени места, от които 4 града и 5 места без право на самоуправление. Код по LAU-1 – CZ0205.

## География
Разположен е в югоизточната част на края. Граничи с окръзите Бенешов и Колин на Среднобохемския край, Пардубице и Хрудим на Пардубицкия край и окръг Хавличкув Брод на Височинския край.

## Градове и население
По данни за 2009 г.:
| Град              | Население |
| ----------------- | --------- |
| Кутна Хора        | 21 597    |
| Часлав            | 10 083    |
| Зруч над Сазава   | 4998      |
| Ухлиржске Яновице | 3073      |

| Общо           | Жени             | Мъже             |
| -------------- | ---------------- | ---------------- |
| 75 076 (100 %) | 37 936 (50,53 %) | 37 140 (49,47 %) |

## Образование
По данни от 2003 г.:
| Вид училище                         | Брой училища |
| ----------------------------------- | ------------ |
| Детски градини                      | 36           |
| Начални училища                     | 29           |
| Гимназии                            | 3            |
| Средни училища и промишлени училища | 5            |
| Средни професионални училища        | 4            |
| Висши професионални училища         | 3            |

## Здравеопазване
По данни от 2003 г.:
| Лекари                                      | 213 |
| Болници                                     | 2   |
| Специализирани заведения за лечение и отдих | -   |
| Зъболекари                                  | 34  |
| Аптеки                                      | 15  |

## Транспорт
През окръга преминава част от първокласните пътища (пътища от клас I) I/2, I/17 и I/38. Пътища от клас II в окръга са II/111, II/125. II/126, II/327, II/335, II/336, II/337, II/338 и II/339.